# 雅国
雅国·依布拉欣博士（Dr. Yaacob Ibrahim，1955年10月3日—），新加坡马来人，前人民行动党副主席, 环境和水源部长。雅国曾为李显龙总理内阁唯一马来人阁员。1980年毕业新加坡国立大学土木工程学士(荣誉学位)。1989年考取美国斯坦福大学博士学位。1997年当选为国会议员，后在2001年及2006年的大选中继续当选。2001年被任命新加坡社会发展政务部长。2002年任代社会发展和体育部长兼主管回教事务部长。2003年升任社会发展和体育部长。2004年在李显龙总理内阁被任命环境和水源部长兼负责回教事务部长。2015年后任新闻及通信部长。
雅国已婚育有一个儿子和一个女儿。